# Snake (computerspel)

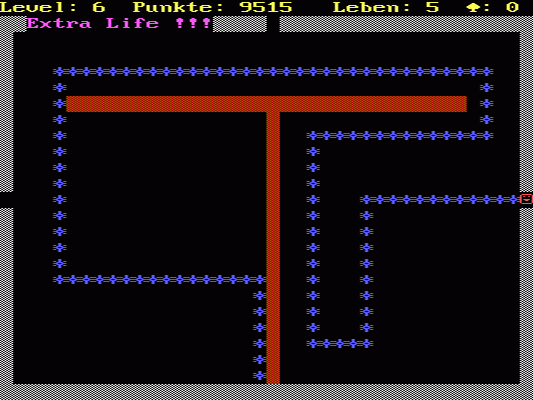
Een MS-DOS-versie van Snake uit de jaren 80.

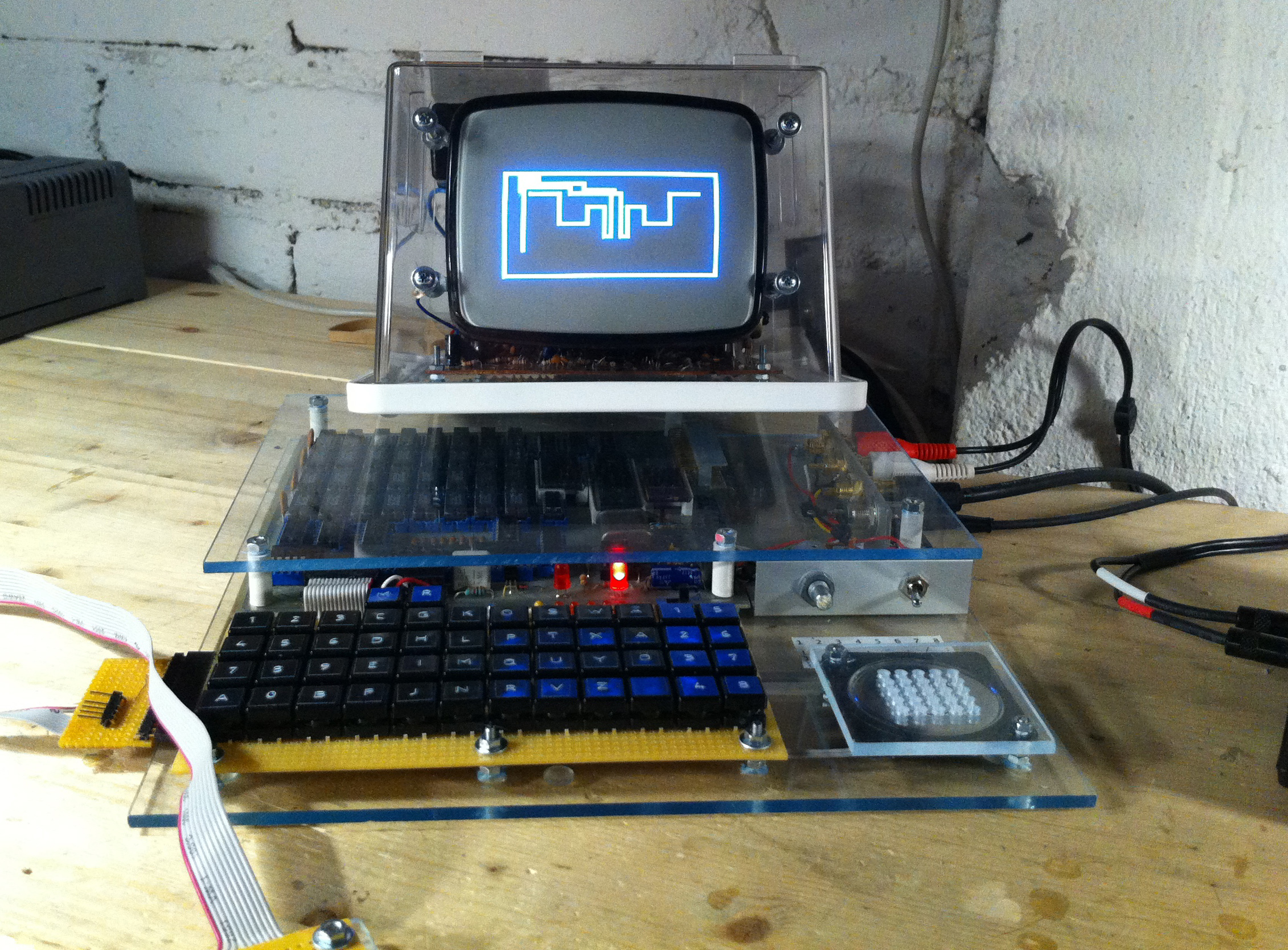
Snake, Telmac 1800, CHIP-8, 1978

Snake is een eenvoudig computerspelletje dat gespeeld kan worden op onder andere mobiele telefoons. Het wordt ook wel een woordenslag genoemd. Een variant van het spel, Nibbles, werd een tijdje met MS-DOS meegeleverd.
Het doel van het spel is om een slangachtig beest rond te laten lopen in een veld zonder de randen van het veld of de slang zelf te raken. De speler kan het hoofd van de slang naar boven, beneden, links of rechts sturen, de rest van de slang volgt vanzelf. In het veld ligt voedsel. Het eten van dit voedsel zorgt ervoor dat de slang langer wordt, waardoor het besturen van de slang lastiger wordt.
Iedere hap voedsel geeft een punt. Tevens zijn er meerdere levels (lees: snelheden), hoe hoger het level, hoe hoger de punten per hap. Op de snelste snelheid 9 krijg je 9 punten per hap voedsel.
Als het spel helemaal uitgespeeld wordt heeft de slang de kamer helemaal volgegeten, kan hij niet meer groeien en zal hij vanzelf in zijn eigen staart bijten. Dan is (voor dat level) het maximale aantal punten gescoord.

## Nieuwe telefoons

### Snake II
In de nieuwe generatie telefoons is een nieuwere versie van Snake aanwezig (Snake II). Hierbij heeft ieder level een doolhofachtige structuur, maar geen wanden, zodat de speler van de ene kant van het spel het scherm uit kan lopen en er aan de andere kant weer inkomt.

### Snake III
Ondertussen bestaat er nog een nieuwere variant, namelijk Snake III. Hierbij kan de speler kiezen tussen verschillende levels (Klassiek, Aangepast of Avontuur). Het klassieke spel lijkt veel op de oorspronkelijke Snake maar dan wel in kleur en het speelt zich af in een tuin. Bij Aangepast of Avontuur moet de speler door doolhoven manoeuvreren en zorgen dat hij zijn slang of de muur niet raakt. Nadat de speler een bepaald aantal punten heeft gescoord kan de speler door een poort de tuin verlaten en kom de speler in het volgende level. Als de speler in deze spelletjes met het hoofd van zijn slang tegen zijn lichaam komt, is het spel niet afgelopen, maar eet de slang het stuk van zijn lichaam dat nog komt op en verliest de speler punten.

### Snake Xenzia
Snake Xenzia is een nog nieuwere versie van Snake voor telefoons.

### Snake op YouTube
Snake kan op YouTube worden gespeeld door een video te selecteren en op de [omhoog]-toets te drukken als het laden-cirkeltje op het scherm verschijnt. Het spel zal dan verschijnen en kan op het videoscherm worden gespeeld. YouTube gebruikt de Snakeversie uit 2010.

### Snake op Gmail
Snake op Gmail genaamd 'Ol Snakey' kan worden gespeeld binnen Gmail. Dit vereist de toegang tot Labs, het inschakelen van sneltoetsen, en vervolgens het activeren van de app. Zodra het beschikbaar is, wordt het gespeeld door het indrukken van het &- teken in het hoofd-Gmailvenster.

### Snake op Smartphones
Ook op de modernere smartphones kan Snake worden gespeeld. Hiervoor is het spel als app verkrijgbaar in de diverse app-stores.

## Varia
- Het spel is opgenomen in het boek 1001 Video Games You Must Play Before You Die van Tony Mott.